# Shenzhen Challenger 2
Shenzhen Challenger 2, właśc. Shenzhen International Challenger – męski turniej tenisowy rangi ATP Challenger Tour. Rozgrywany na kortach twardych w chińskim Shenzhen od 2017 roku.

## Mecze finałowe

### Gra pojedyncza
| Rok  | Mistrz            | Finalista      | Wynik               |
| 2019 | Zhang Zhizhen     | Li Zhe         | 6:3, 4:6, 6:1       |
| 2018 | Miomir Kecmanović | Blaž Kavčič    | 6:2, 2:6, 6:3       |
| 2017 | Radu Albot        | Hubert Hurkacz | 7:6(6), 6:7(3), 6:4 |

### Gra podwójna
| Rok  | Mistrzowie                           | Finaliści                           | Wynik          |
| 2019 | Hsieh Cheng-peng Yang Tsung-hua      | Michaił Jełgin Ramkumar Ramanathan  | 6:2, 7:5       |
| 2018 | Hsieh Cheng-peng Christopher Rungkat | Sriram Balaji Jeevan Nedunchezhiyan | 6:4, 6:2       |
| 2017 | Sriram Balaji Vishnu Vardhan         | Austin Krajicek Jackson Withrow     | 7:6(3), 7:6(3) |